# 日本映画データベース (国際交流基金、ユニジャパン)
日本映画データベース（にほんえいがデータベース、Japanese Film Database、JFDB）とは、国際交流基金とユニジャパンが運営する映画データベースである。

## 概要
平成14年に開設。国際交流基金とユニジャパンが共同で運営しており、海外における日本映画の普及を目的としている。
日本映画データベース（JMDB）とはまた別のものである。

## 沿革
- 2017年05月、特設ページ「Market Look」を開設。[3]